# Martina Schettina
Martina Schettina est une artiste autrichienne, peintre et sculpteur.

## Biographie
Martina Schettina est née le 7 mars 1961 en Vienne.

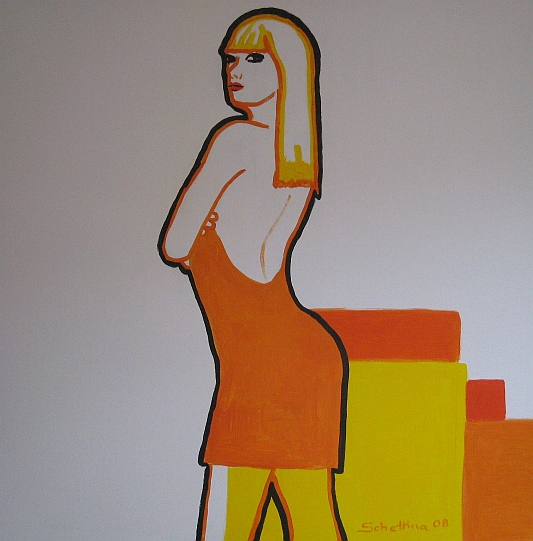
"Oranges Kleid"

### Études
De 1979 à 1983, Martina Schettina a étudié les sciences mathématique et physique à l'université de Vienne en Autriche. Elle est autodidacte en peinture. 
De 1984 à 2007 elle a enseigné au lycée de Vienne.
Depuis 2008 elle est illustratrice dans l'édition du dimanche du journal Kronen Zeitung, le quotidien le plus lu du pays.
En 1989 elle établit son atelier à Langenzersdorf, en Basse-Autriche en
Autriche, et depuis 1992 elle expose en Europe, aux États-Unis d'Amérique et en Asie.
Elle est passée par la Summer Art school avec d'autres peintres autrichiens comme Ulrich Gansert en 1993, Peter Sengl en 1994  et Hubert Aratym en 1995. En 2007 et 2008 elle a travaillé avec l'artiste chinois Xiaolan Huangpu.

### Premières peintures
Son travail narratif et figuratif concerne la place de la femme dans la société. Elle remet en cause la validation des modèles du rôle de l'homme et de la femme, que ce soit dans le passé ou de nos jours.

### Périodes
Son œuvre est influencée par le pop-art. Sa peinture Oranges Kleid, représentant une femme moderne et sûre d'elle, a été choisie pour l'affiche de l'exposition City. Country. Woman. du musée de la ville de Krems an der Donau, en Autriche.
Depuis 2008, elle s'inspire de thèmes mathématiques, qu'elle transforme en peinture.

## Œuvres
- Frohe Ostern! - Joyeuses Pâques !
- Oranges kleid - Robe orange
- Sugar in my bowl - Du sucre dans mon bol
- Fibonaccis Traum - Le rêve de Fibonacci
- Gestrickte Unendlichkeit - Infini tricoté

### Récompenses
- 1994 : prix spécial du concours d'affiche du ministère autrichien de l'Environnement
- 1998 : "The new champions", concours du réseau culturel de Vienne (aujourd'hui Basis.Kultur.Wien)[2];
- 2001 : premier prix du concours ARTforum
- 2002 : enregistrée dans les Archives on Women Artists du National Museum of Women in the Arts à Washington DC[3].
- 2006 : médaille d'or d'honneur de la société autrichienne des Sciences et des Arts Albert Schweitzer[4],[5],[6]
- 2009 : élue artiste du mois, en juillet 2009, par le département éditorial de "Kunstforum"[7]

### Expositions

#### Seule
- 1994 Malerei. Musée Währing, Vienne.

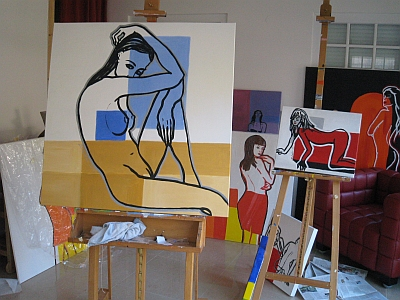
Atelier Martina Schettina

- 2001  Martina Schettina Anton Hanak- musée de Langenzersdorf
- 2006 Zweitausendsex dans la galerie du Quart Bleu-jaune du château de Fischau, Bad Fischau-Brunn[8].
- 2007 Magicien à Paris Forum culturel autrichien Paris [9]
- 2008 Magische Menschen. Magische Orte in Oskar Kokoschka- Musée de  Pöchlarn[10].
- 2008 Magicien à Paris Vol. 2 Forum culturel autrichien de Paris[11]
- 2009 City.Country.Woman au Musée de la ville de Krems an der Donau[12].
- 2010 Mathemagische Bilder Museumsquartier Vienne [13]
- 2010 Mathematische Bilder, Musée Egon Schiele, Tulln [14]
- 2010 Mathemagic paintings in the MuseumsquartierVienne
- 2011 Mathemagische Bilder – Von Pythagoras bis Hilbert, Ausstellungsbrücke, St. Pölten
- 2014 Mathematik und die Frauen, Stadtmuseum Minoritenkloster Tulln
- 2015 Mathemagische Bilder, Galerie am Lieglweg, Neulengbach

#### Participante
- 2006 : VINSPIRACE BŘECLAV 2006[15] au musée de la cille de Břeclav en République tchèque.
- 2008 : Europe and Asia today au ARTcenter de Berlin ; curated by Ki-Wong Park, South Korea[16]
- 2009 Rolling Stars and Planets performance à Vienne[17] et Szombathely en Hongrie[18] année de l'astronomie.

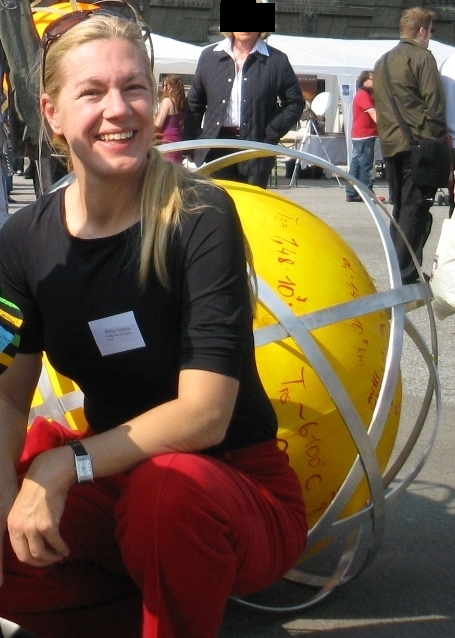
Schettina with her rolling painting "The Sun" in Vienna

- 2009 Art Vilnius en compagnie de Manfred Kielnhofer, Franz West et Herbert Brandl (de)[19],[20]
- 2009 Stardust Centre Ars Electronica (musée du Futur) Linz (Autriche)[21].
- Light Art Biennale Austria 2010
- 2010 Rolling Stars and Planets in Künstlerhaus Graz
- 2010 Money makes the art go round, Domenig-Haus, Vienne
- 2012 "Weinviertler Künstler im Wienerwald", Wienerwaldmuseum Eichgraben
- 2015 "Vienna for Art's Sake" Belvedere Winterpalais Prinz Eugen, Vienne. Catalogue.
- 2015 "Map of the New Art. Imago Mundi – Luciano Benetton Collection" Fondazione Giorgio Cini, Venizia
- 2016 "The Art of Humanity". Pratt Institute The Rubelle and Norman Schafler Gallery New York

### Publications
- 1994: Catalogue Schettina
- 2002: Bewegte(s) Leben: Frauenbiografien aus dem Weinviertel de Gabi Lempradl et Hermann Richter, publié par la Bibliothèque de la province. Une des 14 biographies de femme  (ISBN 3-85252-533-0)
- 2002: Catalogue: mARTina schettina, Magierbilder 2002 publié par Eisl and friends,  (ISBN 3-9501524-2-3)
- 2003 Keine Katze wie Du und ich de Erne Seder, maison d'édition Langen-Müller-Herbig Munich; illustrations et couverture,  (ISBN 3-7844-2930-0)
- 2006: Catalogue zweitausendsechs publié par Eisl and friends, Atelier mARTina schettina Langenzersdorf, 2006,
- 2007: Linz 2007. Catalogue d'exposition. Impression digitale Linz, Gallery ARTpark Lenaupark City Linz.
- 2008: Wein, Weib und Gesang. Poésie, peintures de Martina Schettina, poèmes de Michaela Gansterer, publié par Michaela Gansterer, Hainburg an der Donau.
- Art-encyclopedia Deutschland, Österreich, Schweiz  20. edition; No: 207599-2; K. G. Saur Verlag,
- 2009: Martina Schettina:Mathemagische Bilder - Bilder und Texte. Vernissage  publié par Brod Media, Vienne 2009,  (ISBN 978-3-200-01743-6) (de).
- 2010: Martina Schettina: Mathematische Bilder. Catalogue Schiele Museum Tulln. publié par  Vernissage Verlag Brod Media GmbH Vienne (de).
- 2012: Martina Schettina: Location BOOK. Genuss, Kultur & Lifestyle: Wiens Grätzl mit Prominenten entdeckt. German:  (ISBN 978-3-99015-021-4) (de)
- 2012: Location Book. Pleasure, Culture & Lifestyle: Discovering Vienna´s Grätzl with prominent guides, English.  (ISBN 978-3-99015-022-1). publié par  Bohmann-Verlag 2012 (en)
- 2014 * "Vienna For Art's Sake ! Archive Austria / Contemporary Art. curated by Peter Noever", 161 artists, architects, designers. publié par FABRICA, imago mundi, Luciano Benetton Collection, Italy, 2014. 381 p.  (ISBN 978-88-98764-06-8) (en, de, it)

### Collections

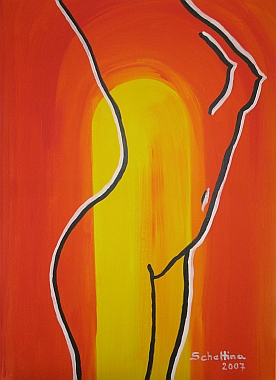
Peinture Sugar in my bowl par Martina Schettina

- Travaux pour la collection privée HMZ Spielfeld, en Styrie (Land) en Autriche
- Travaux pour la collection Helmut Klewan Munich/Vienne (Autriche)
- Sculptures du Skulpturenpark Artpark de Linz
- Sculptures dans l'espace public de Poysdorf.

### Press
- Schettina dans la galerie Artpark (PDF-Datei; 2,10 MB)
- Schettina dans la galerie Fontaine (PDF-Datei; 1,88 MB)
- Schettina dans le Journal de vienne (PDF-Datei; 1,37 MB)
- Vernissage – Magazine d'exhibitions, n°285 de juin 2009: monographie Martina Schettina: City. Country. Woman. 4 pages and 7 photographiss[22].
- flair de Mai 2009 Artwork Artist : l'une des 8 interviews de peintres autrichiens
- ARTcenter Berlin Un film de l'exposition Europe and Asia today sur 3sat
- « http://www.woo.at/Gallery/ShowItem2/164942/1/ev#scrollToItem Émission télé sur [[LT1]] avec une interview du 1er avril 2009 »(Archive.org • Wikiwix • Archive.is • Google • Que faire ?) (de)
- curatorial statement Raminta Jurenaite sur ART Vilnius ‘09

## Anecdotes
Du fait de la transparence de sa peau, elle est appelée la « peintre aux mains de verre »[réf. nécessaire].